# Wagner Lajos (művelődéstörténész)
Wagner Lajos, Zólyomi, született Vágner Lajos Sámuel (Besztercebánya, 1846. augusztus 1. – 1917?) bölcseleti doktor, irodalomtörténész, nyelvész, főreáliskolai tanár.

## Élete
Vágner Mihály rézöntő és Bakos Zsuzsanna fiaként született, 1846. augusztus 2-án keresztelték. Középiskoláit szülővárosában és Selmecen végezte; a teológiát Pozsonyban, a bölcseleti és nyelvtudományi tanfolyamot a budapesti egyetemen hallgatta, ahol tanári vizsgát tett a latin, magyar, német és szláv filológiából. Bölcseletdoktori oklevelet 1880-ban a kolozsvári egyetemen nyert. Hospitált a bécsi egyetemen; meglátogatta a krakkói, lembergi, czernowitzi, jassyi, bukaresti, zágrábi és grazi egyetemeket. Tanulmányait befejezvén, két évig nevelősködött, azután helyettes tanár volt két évig a besztercebányai főgimnáziumban. 1873. január 2-től 1874. július 30-ig a budapesti (belvárosi) főreáliskolában. 1874-től a pozsonyi főreáliskola rendes tanára volt; tanította a magyar és német nyelvet és irodalmat. Bölcseletdoktori oklevelet 1880-ban kapott. Tíz évig tanította a szerb nyelvet a pozsonyi felső kereskedelmi iskolában és tíz évig a szlovák nyelvet az evangélikus líceumban. A pozsonyi tanító-egyesületnek 19 évig elnöke; a magyar közművelődési egyesületnek választmányi tagja sat. Huszonöt évi tanári működése alkalmából miniszteri elismerésben részesült. (1896.) Jegyzőkönyvi elismerésben részesült Pozsony szabad királyi város törvényhatósági bizottsága részéről, hogy a pozsonyi tudományegyetem tervezetét megírta és saját költségén kiadta (1900). 

## Írásai
Cikkei a következő folyóiratokban és hirlapokban: Magyar Tanügy (1873), Tanáregylet Közlönye (1878), Pozsonyvidéki Lapok (1878. 22. sz. Bodenstedt, 32. sz. Jordan Vilmos); Magyar Nyelvőr (1879), Egyet. Philologiai Közlöny (1878, 1879, 1891), Ellenőr (1878. 458. sz. Milutinovics szerb író, 1879. Mutatványok a legújabb szláv irodalomból, 10-15 tárcacikk Zólyomi álnévvel), Tanulók Naptára (1882-84. Trefort, Szász Károly, Klamarik), Pesti Napló, Grenzbote, Pressburger Zeitung (300 irodalomtörténeti, művelődéstörténeti, pedagógiai cikk), a Koszorúban (I. 1879. Petőfi a cseheknél), a Paedagogiai Plutarchban (I. 1886. Comenius, Klamarik János), a Zólyomvármegyei Hirlapban (1901. 38. sz. Balassa Bálint); a Felvidékben (1902. 34. sz. Lenau Miklós) sat.

## Munkái
- Safarik élete és művei. Bpest, 1878 (Különny. az Egyet. Philol. Közlönyből)
- A német praepositiók. Pozsony, 1880
- A művelődés és találmányok történeti vázlata (W. L.) Pozsony, 1881
- Miklosich und die magyarische Sprachwissenschaft. Pressburg und Leipzig, 1883
- Toldy Ferenc életrajza. Írta Zólyomi Lajos. Pozsony, 1883 (M. Helikon 1.)
- Vörösmarty Mihály életrajza. Írta Zólyomi Lajos. Pozsony, 1883 (M. Helikon 2.)
- Pozsonymegyei helynevek magyarázata. Pozsony, 1883
- Die slavischen Elemente im Magyarischen. Von Franz Miklosich. Besorgt und eingeleitet. Wien und Teschen, 1884 (2. kiadás.)
- Sprachwissenschaftliche Abhandlungen. Wien und Teschen, 1884
- Bessenyei György életrajza. Írta Zólyomi Lajos. Pozsony, 1884 (M. Helikon 40.)
- Pozsonymegye földrajza, a népiskolák III. oszt. számára. Pozsony, 1884 (Orbók Mórral. Térképpel. Németül. Pozsony, 1884)
- Magyar helikon. Jeles férfiak életrajzai. Szerk.  Budapest, 1885
- Báthory István lengyel király. Pozsony, 1886
- A hónapok nevei. Pozsony, 1889
- A német poetika vázlata. Grundzüge der deutschen Poetik. Ergänzungsbuch der deutschen Sprachlehre. Für Mittelschulen, Bürgerschulen und höhere Töchterschulen. Pozsony és Bpest (1891. Német szöveg. Ism. Egyet. Philol. Közlöny.)
- Ifjúsági játékok. Pozsony, 1888
- Talvj 1797–1970. Biographische Skizze zur Erinnerung an ihren hundertsten Geburtstag. Pozsony, 1897
- Kupeczky János festőművész élete. Pozsony, 1899 (Különny. a pozsonyi főreáliskola Értesítőjéből.
- A pozsonyi m. kir. állami tudományegyetem tervezete. Pozsony, 1900
- Erdőőri szakiskola a Kis-Kárpátok vidékén. Pozsony, 1908

Szerkesztette a Pozsonyvármegyei régészeti és történelmi egylet Értesítőjét mint titkár (1877, 1881 és 1885), a Magyar Helikont (1883-85, Zólyomi Lajos névvel), a Tanulók Naptárát (1882-től), a Magyar Mentort (1881-től).